# 하치류정
하치류정(八竜町) 아키타현 야마모토군에 북서부에 위치했던 정이다.

## 역사
- 데와 국 아키타 군 가타구치촌으로서 성립한 것으로 여겨졌다.

- 1889년 4월 1일 - 정촌제 시행으로 우카와촌, 하마구치촌이 성립하였다.
- 1955년 4월 1일 - 우카와촌, 하마구치촌과 합병해 하치류촌이 탄생하였다.
- 1965년 9월 1일 - 정으로 승격하였다.
- 2006년 3월 20일 - 고토오카정, 야마모토정과 합병해 미타네정이 되었다.

## 교통

### 도로
- 국도 7호선
- 국도 101호선